# Municipio de Prairie View (Minnesota)
El municipio de Prairie View (en inglés: Prairie View Township) es un municipio ubicado en el condado de Wilkin en el estado estadounidense de Minnesota. En el año 2010 tenía una población de 196 habitantes y una densidad poblacional de 2,16 personas por km².

## Geografía
El municipio de Prairie View se encuentra ubicado en las coordenadas 46°35′11″N 96°20′32″O / 46.58639, -96.34222. Según la Oficina del Censo de los Estados Unidos, el municipio tiene una superficie total de 90.86 km², de la cual 90,75 km² corresponden a tierra firme y (0,12 %) 0,11 km² es agua.

## Demografía
Según el censo de 2010, había 196 personas residiendo en el municipio de Prairie View. La densidad de población era de 2,16 hab./km². De los 196 habitantes, el municipio de Prairie View estaba compuesto por el 97,96 % blancos, el 2,04 % eran afroamericanos. Del total de la población el 0 % eran hispanos o latinos de cualquier raza.